# Шапиро, Анатолий Павлович
Анато́лий Па́влович Шапи́ро (при рождении Аншель Файтелевич Шапиро; укр. Анатолій Павлович Шапіро; 18 января 1913, Константиноград, Полтавская губерния, Российская империя — 8 октября 2005, Нью-Йорк, США) — офицер Красной армии, командир батальона, освободившего узников Освенцима, майор. Герой Украины (2006, посмертно).

## Биография
Родился 18 января (по старому стилю) 1913 года в Константинограде, в семье миргородского мещанина Файтеля Мордуховича Шапиро и Сары Аншелевны Шапиро. Окончил Запорожский инженерно-педагогический институт. С 1935 года — младший лейтенант. В 1937—1939 годах работал в техникуме при заводе «Днепроспецсталь».
Депутат горсовета г. Запорожье с 1939 года, затем — председатель горплана исполкома городского совета.
С октября 1941 года — на фронте. С 1941 по 1943 год проходил службу в составе 76-й морской стрелковой бригады командиром отдельного батальона. В 1943 году — офицер связи оперативного отдела 43-й армии.
Участник оборонительных боев на Кубани, освобождал города Туапсе и Ростов-на-Дону, воевал в районе Таганрога, на реке Миус в 1942 году. В июле 1943 года воевал на Курской дуге, где под Прохоровкой был ранен и попал в госпиталь. Участник форсирования Днепра.
По состоянию на январь 1945 года проходил службу в 106-м стрелковом корпусе 60-й армии в должности помощника начальника оперативного отдела.
27 января 1945 года как командир штурмового отряда (отдельного батальона) 106-го стрелкового корпуса, майор Анатолий Шапиро одним из первых вошел в Освенцим. Его отряд с боями прорвался к лагерю, разминировал подступы и командир Анатолий Шапиро открыл ворота лагеря «Аушвиц I», освободив около пятисот узников лагеря.
Участник боев за освобождение Чехословакии, 9 мая 1945 года встретил в Праге. Помощник начальника штаба 65-й армии.
В 1947 году демобилизовался. Работал на предприятиях Запорожья, восстанавливал Днепрогэс, на строительстве Куйбышевской ГЭС, в Сибири и Калининграде.
С 1992 года жил в США, в Нью-Йорке, на Кони-Айленд.
Похоронен на еврейском кладбище Beth Moses в Лонг Айленде, Нью-Йорк.

## Награды

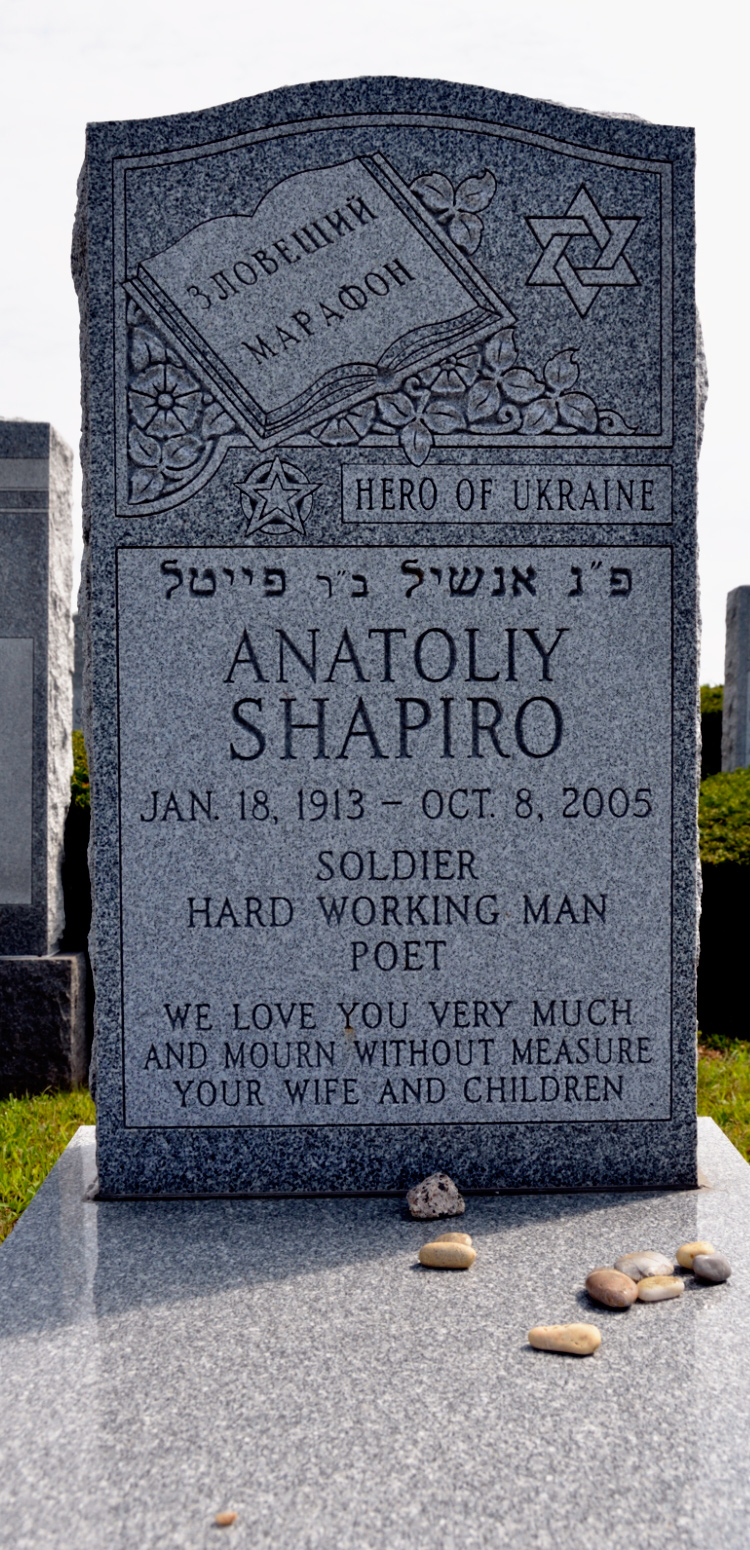
Памятник на могиле Анатолия Шапиро

- Награждён двумя орденами Красной Звезды, двумя орденами Отечественной войны I степени, орденом Отечественной войны II степени, всего двадцатью орденами и медалями.[8]. * Офицерский крест ордена Заслуг перед Республикой Польша[7] (2005).
- 21 сентября 2006 года Президент Украины Виктор Ющенко своим указом присвоил А. Шапиро высшее государственное звание Героя Украины[9]:

За личное мужество и героическое самопожертвование, несокрушимость духа в борьбе с фашистскими захватчиками в Великой Отечественной войне 1941—1945 годов
— Континент

## Память
- В память о военном деятеле в Запорожье 9 мая 2008 года была открыта мемориальная доска на здании бывшего горисполкома, где в 1939—1941 гг. работал А. П. Шапиро[10], по адресу — проспект Ленина, 191[11].
- В Нью-Йорке, в бруклинском «Клубе переживших Холокост», оформлен стенд памяти А. П. Шапиро[12].